# Якушев Олександр Сергійович
Олександр Сергійович Якушев (рос. Александр Сергеевич Якушев, нар. 2 січня 1947, Балашиха, Московська область, СРСР) — радянський хокеїст, що грав на позиції крайнього нападника. Олімпійський чемпіон. Заслужений майстер спорту СРСР (1970). Заслужений тренер СРСР (1992).

## Спортивна кар'єра
Сімнадцять сезонів захищав кольори московського «Спартака». Більшість часу його партнером був Володимир Шадрін. Атакувальні ланки Олександр Мартинюк — Шадрін — Якушев, Віктор Шалімов — Шадрін — Якушев за найбільше голів у чемпіонаті отримували приз «Три бомбардири» (1973, 1976). Також їхніми партнерами були Віктор Ярославцев і Євген Зимін. Тричі забивав найбільшу кількість голів у першості Радянського Союзу: 1969 (50), 1974 (26), 1976 (31). Тричі ставав чемпіоном СРСР і двічі — переможцем національного кубка. Всього в чемпіонаті СРСР провів 563 матчі (339 голів).
У дебютному матчі за збірну СРСР відзначився голом у воротах канадської команди (2:1, 2 лютого 1965 року).  Переможець Олімпійських ігор у Саппоро (1972) і Інсбруку (1976). Учасник десяти чемпіонатів світу і Європи, де здобув по сім нагород найвищого ґатунку. На чемпіонаті світу 1975 року був визнаний найкращим нападником. За версією спортивних журналістів двічі обирався до символічної збірної чемпіонатів світу (1974, 1975). На Олімпіадах і світових першостях провів 90 матчів (64 голи), а всього у складі збірної СРСР — 221 (145).
Найрезультативніший гравець збірної Радянського Союзу у перших суперсеріях з професіоналами Національної хокейної ліги і Всесвітньої хокейної асоціації. У чотирьох московських матчах визнавався найкращим гравцем своєї команди. У другій половині 70-х грав проти північноамериканських професіоналів у складі московського клубу «Крила Рад» (1976), збірній клубів СРСР (1977) і «Спартака» (1978). Всього у цих змаганнях провів 31 матч (22+13).
За підсумками сезону 1975/1976 був обраний до символічної збірної Радянського Союзу. Дванадцять разів входив до списку кращих хокеїстів країни (1965, 1967—1971, 1973—1977, 1979). Член Клубу Всеволода Боброва (517 шайб, 7 місце).
Разом з «спартаківцями» Валентином Гурєєвим і Олексієм Костильовим виступав три сезони за австрійську команду «Капфенберг». У 109 іграх Австрійської хокейної ліги набрав 253 очки (108+145).
На тренерській ниві працював з командами «Спартак» (Москва), «Целль-ам-Зе» (Австрія), «Амбрі-Піотта» (Італія) і «Витязь» (Подольськ). У 1998—2000 роках очолював національну збірну Росії.
2003 року був обраний до Зали слави Міжнародної федерації хокею, а 2018 — до Зали слави хокею.

## Досягнення
- Олімпійський чемпіон (2): 1972, 1976
- Чемпіон світу (7): 1967, 1969, 1970, 1973, 1974, 1975, 1979
- Другий призер (2): 1972, 1976
- Третій призер (1): 1977
- Чемпіон Європи (7): 1967, 1969, 1970, 1973, 1974, 1975, 1979
- Другий призер (1): 1972
- Третій призер (2): 1976, 1977
- Чемпіон СРСР (3): 1967, 1969, 1976
- Другий призер (7) 1965, 1966, 1968, 1970, 1973, 1979, 1980
- Третій призер (3): 1964, 1972, 1975
- Володар Кубка СРСР (2): 1970, 1971
- Фіналіст (2): 1967, 1977

## Нагороди
- Орден «Знак Пошани» (03.03.1972)
- Орден Трудового Червоного Прапора (07.05.1975)
- Орден «Знак Пошани» (07.06.1979)
- Орден «За заслуги перед Вітчизною» IV ступеня (19.04.1995)
- Орден Пошани (26.12.2011)